# Mondsee (Speyer)
Der 7 ha kleine Mondsee gehört zu den acht zum Zweck der Kiesgewinnung ausgebaggerten Seen im Binsfeld. Er liegt im nördlichsten Teil der Rheinniederung von Speyer und gehört zum Stadtteil Speyer-Nord.
Der maximal 17 Meter tiefe See liegt nördlich des Sonnensee und westlich des Biersiedersees.
Der Mondsee ist am Ostufer, Südufer und Westufer bebaut. Am Nordufer besteht ein Privatstrand für die Dauermieter des nördlich gelegenen Dauercampingplatzes Lehr. Das Ostufer ist von der Straße Am Mondsee, das Südufer vom Wildentenweg, das Westufer von der Straße Binsfeld erschlossen. Westlich der Straße Binsfeld auf Höhe des Mondsees wurde noch eine Hausreihe erbaut, die zwischen Feld und Straße ohne Seezugang liegt. Die Bewohner können den Mondsee durch eine einzelne kleine Lücke zwischen der Bebauung am Westufer des Mondsees erreichen. Das Nordufer ist von der Straße Germannswiese erschlossen. Die Straße Germannswiese ist in diesem Bereich eine Privatstraße.